# Championnat de France de rugby à XIII 1986-1987
Navigation
Édition précédente Édition suivante
Le Championnat de France de rugby à XIII 1986-1987 oppose pour la saison 1986-1987 les meilleures équipes françaises de rugby à XIII.

## Classement de la première phase
| Classement | Club               | Points | Matchs |
| 1er        | Villeneuve-sur-Lot | 53     | 22     |
| 2e         | Saint-Estève       | 52     | 22     |
| 3e         | XIII Catalan       | 50     | 22     |
| 4e         | Le Pontet          | 49     | 22     |
| 5e         | Toulouse           | 47     | 22     |
| 6e         | Avignon            | 46     | 22     |
| -          | Saint-Gaudens      | 46     | 22     |
| 8e         | Carcassonne        | 45     | 22     |
| 9e         | Lézignan           | 43     | 22     |
| 10e        | Carpentras         | 41     | 22     |
| 11e        | Roanne             | 30     | 22     |
| 12e        | Albi               | 26     | 22     |

|  | Qualifié pour les quarts-de-finale                        |
|  | Qualifiés pour les barrages d'accès aux quarts-de-finales |

## Phase finale

### Barrages
| 19 avril 1987 | Toulouse | 26 - 18 | Pamiers |  |
| 19 avril 1987 |          |         |         |  |
| 19 avril 1987 |          |         |         |  |

| 19 avril 1987 | Avignon | 18 - 22 | Aussillon |  |
| 19 avril 1987 |         |         |           |  |
| 19 avril 1987 |         |         |           |  |

| 19 avril 1987 | Saint-Gaudens | 40 - 0 | La Réole |  |
| 19 avril 1987 |               |        |          |  |
| 19 avril 1987 |               |        |          |  |

| 19 avril 1987 | Carcassonne | 18 - 19 | Limoux |  |
| 19 avril 1987 |             |         |        |  |
| 19 avril 1987 |             |         |        |  |

## Tableau final
|  | Quarts de finale              | Quarts de finale             |              |    | Demi-finales               | Demi-finales               |  |  | Finale                    | Finale                    |
|  | Quarts de finale              | Quarts de finale             |              |    | Demi-finales               | Demi-finales               |  |  | Finale                    | Finale                    |
|  |                               |                              |              |    |                            |                            |  |  |                           |                           |
|  | le 3 mai 1987 à Limoux        | le 3 mai 1987 à Limoux       |              |    | Le 16 mai 1987 à Perpignan | Le 16 mai 1987 à Perpignan |  |  | Le 31 mai 1987 à Toulouse | Le 31 mai 1987 à Toulouse |
|  | le 3 mai 1987 à Limoux        | le 3 mai 1987 à Limoux       |              |    | Le 16 mai 1987 à Perpignan | Le 16 mai 1987 à Perpignan |  |  | Le 31 mai 1987 à Toulouse | Le 31 mai 1987 à Toulouse |
|  | XIII Catalan                  | 42                           |              |    | Le 16 mai 1987 à Perpignan | Le 16 mai 1987 à Perpignan |  |  | Le 31 mai 1987 à Toulouse | Le 31 mai 1987 à Toulouse |
|  | XIII Catalan                  | 42                           |              |    | Le 16 mai 1987 à Perpignan | Le 16 mai 1987 à Perpignan |  |  | Le 31 mai 1987 à Toulouse | Le 31 mai 1987 à Toulouse |
|  | Aussillon                     | 16                           |              |    | Le 16 mai 1987 à Perpignan | Le 16 mai 1987 à Perpignan |  |  | Le 31 mai 1987 à Toulouse | Le 31 mai 1987 à Toulouse |
|  | Aussillon                     | 16                           | XIII Catalan | 16 |                            |                            |  |  | Le 31 mai 1987 à Toulouse | Le 31 mai 1987 à Toulouse |
|  | le 3 mai 1987 au Albi         |                              | XIII Catalan | 16 |                            |                            |  |  | Le 31 mai 1987 à Toulouse | Le 31 mai 1987 à Toulouse |
|  |                               | Saint-Estève                 | 6            |    |                            |                            |  |  | Le 31 mai 1987 à Toulouse | Le 31 mai 1987 à Toulouse |
|  | Saint-Estève                  | Saint-Estève                 | 6            | 18 |                            |                            |  |  | Le 31 mai 1987 à Toulouse | Le 31 mai 1987 à Toulouse |
|  | Saint-Estève                  |                              |              | 18 |                            |                            |  |  | Le 31 mai 1987 à Toulouse | Le 31 mai 1987 à Toulouse |
|  | Saint-Gaudens                 | 10                           |              |    |                            |                            |  |  | Le 31 mai 1987 à Toulouse | Le 31 mai 1987 à Toulouse |
|  | Saint-Gaudens                 | 10                           | XIII Catalan | 11 |                            |                            |  |  |                           |                           |
|  | le 3 mai 1987 à Carcassonne   |                              | XIII Catalan | 11 |                            |                            |  |  |                           |                           |
|  |                               | Le Pontet                    | 3            |    |                            |                            |  |  |                           |                           |
|  | Le Pontet                     | Le Pontet                    | 3            | 32 |                            |                            |  |  |                           |                           |
|  | Le Pontet                     | Le 16 mai 1987 à Carcassonne |              | 32 |                            |                            |  |  |                           |                           |
|  | Toulouse                      | 8                            |              |    |                            |                            |  |  |                           |                           |
|  | Toulouse                      | 8                            | Le Pontet    | 16 |                            |                            |  |  |                           |                           |
|  | le 3 mai 1987 à Saint-Gaudens |                              | Le Pontet    | 16 |                            |                            |  |  |                           |                           |
|  |                               | Villeneuve-sur-Lot           | 0            |    |                            |                            |  |  |                           |                           |
|  | Villeneuve-sur-Lot            | Villeneuve-sur-Lot           | 0            | 10 |                            |                            |  |  |                           |                           |
|  | Villeneuve-sur-Lot            |                              |              | 10 |                            |                            |  |  |                           |                           |
|  | Limoux                        | 6                            |              |    |                            |                            |  |  |                           |                           |
|  | Limoux                        | 6                            |              |    |                            |                            |  |  |                           |                           |

## Finale (31 mai 1987)
(mt : 2 - 1)
Points marqués :
- XIII Catalan : 1 essai de Bret (57e) ; 1 transformation de Gibert (57e) ; 2 pénalités de Gibert (32e et 42e) ; 1 drop de Gibert (73e) ; 1 carton jaune d'Ebert (8e).
- Le Pontet : 1 pénalité de P. Rossi (68e) ; 1 drop de P. Rossi (26e) ; 1 carton jaune de Couston (38e) ; 1 carton rouge de Titeux (72e).

Évolution du score : 0-1, 2-1 (m.t.), 4-2, 10-2, 10-3, 11-3 
Arbitre : M. Desplas 
Spectateurs : 4 350
Recette : 313 200 francs
Composition des équipes :
- XIII Catalan : Serge Pallarès - Norbert Fourcade, Francis Laforgue, Serge Bret, Éric Roudayre - Claude Gibert (o), Klaus Perkovic (m) - Dominique Verdière, Philippe Graells, Craig Ebert, Pierre Montgaillard, Gilles Dorval, Guy Laforgue - Hervé Boreil, Debue - Entraîneur : Jean-Jacques Cologni
- Le Pontet : Olivier Molitor - Didier Couston, Étienne Kaminski, John Maguire, Marcel Criotier - Patrick Rocci (o), Thierry Bernabé (m) - Greg Sheridan, Christian Maccali, Serge Titeux, Thierry Vadon, Tim Wilby, Marc Palanques - Hill - Entraîneur : Yvon Gourbal

## Effectifs des équipes présentes
| Le Pontet          | Denis Bergé Thierry Bernabé (m) Didier Couston Marcel Criotier Hill Étienne Kaminski Christian Maccali John Maguire Olivier Molitor Marc Palanques Patrick Rocci (o) Greg Sheridan Éric Stefani Serge Titeux Thierry Vadon Tim Wilby Entraîneur : Tim Wilby puis Yvon Gourbal                   | XIII Catalan | Patrick Baco Henri Berneau Hervé Boreil Serge Bret Debue Gilles Dorval Craig Ebert Claude Gibert (o) Francis Laforgue Guy Laforgue Norbert Fourcade Philippe Graëlls Pierre Montgaillard Jean-Jacques Naudo (o) Serge Pallarès Klaus Perkovic (m) Sébastien Rodriguez Éric Roudayre Dominique Verdière Entraîneur : Jean-Jacques Cologni |
| Saint-Estève       | Abet Baklouch Mohamed Belmaziz Didier Cabestany William Cerri Serge Costals (o) Mario Femia Bernard Guasch Pascal Hurtado Mathieu Khedimi (m) Patrick Marginet Roger Palisses Serge Pérez Jean-Philippe Pougeau Steve Robinson Michel Roses Will Tarry Jean-Luc Tène Entraîneur : Jacques Jorda | Toulouse     | Gilbert Aillères Pierre Ailleres Dominique Baloup Bayarri Berteloite Jean-Louis Bezard Brown Caze Duviaux Philippe Fourquet Charles Frison Jean Frison Gregnanin Gouaze Francis Lope Massone Montal André Parpagiola André Perez Raymond                                                                                                 |
| Carcassonne        | Pierre Albérola Gérard Barrau Jean-François Da Ré Bernie Ernst Philippe Gril Paul Jean Lagarde Jacques Laguens Patrick Limongi Alex Rodriguez Philippe Sokolow Patrick Trinque | Carpentras   | Campos Didier Comtat Drouet Dyer Bernard Gayé Liens Martinez Franck Romano Christian Scicchitano Nordine Tamghart Yves Tisseyre |
| Villeneuve-sur-Lot | Baratié Bayssières Bertin Bousquet Carasco Max Chantal Joel Conduché Patrice Delgal Labèrenne Pascal Laroche Alain Maury Patrick Pedrazzani Jean-Luc Rabot Daniel Verdès Éric Vergniol Patrick Wosniak Entraîneur : Michel Mazaré Bertrand Ballouhey                                            | Lézignan     | Henri Albérola Georges Alquier Jean Belles Patrice Bolchakoff Patrick Bond Patrice Bourrel Philippe Bourrel Manuel Caravaca Robert Clottes François Cunnac Dominique Espugna Régis Espugna Jérôme Ferret Guy Garcia Georges Grandjean Philippe Lécina Jacques Moliner Hugues Ratier Pascal Rouquier Guy Sourès Thierry Vidaller          |
| Saint-Gaudens      | Allengry Denis Biénès Challain Gilles Dumas C. Estadieu Philippe Gestas Cyril Pons Yves Storer Wonne Wurth | Albi         | C. Balez D. Balez Besset Biakolo Brencz Conti Patrick Costes Lorant E. Mantese Yannick Mantese |
| Avignon            | Frédéric Bissière Bussing Didier Buttignol Thierry Buttignol Dumarché Patrick Entat Daniel Giacomoni Lacourt Philippe Revol Richard Rouqueirol Rowley | Roanne       | Gérard Bastianelli Bastien Browning Fillon Goubault Jarès Christian Lassale Regnault F. Rodriguez Spataro Terry Stevenson Ken Wolffe |